# Angèle Sydow
Angèle Sydow (ur. 15 marca 1890 w Śmiłowie, zm. 18 września 1960 w Hadze) – polsko-holenderska tancerka.

## Życiorys

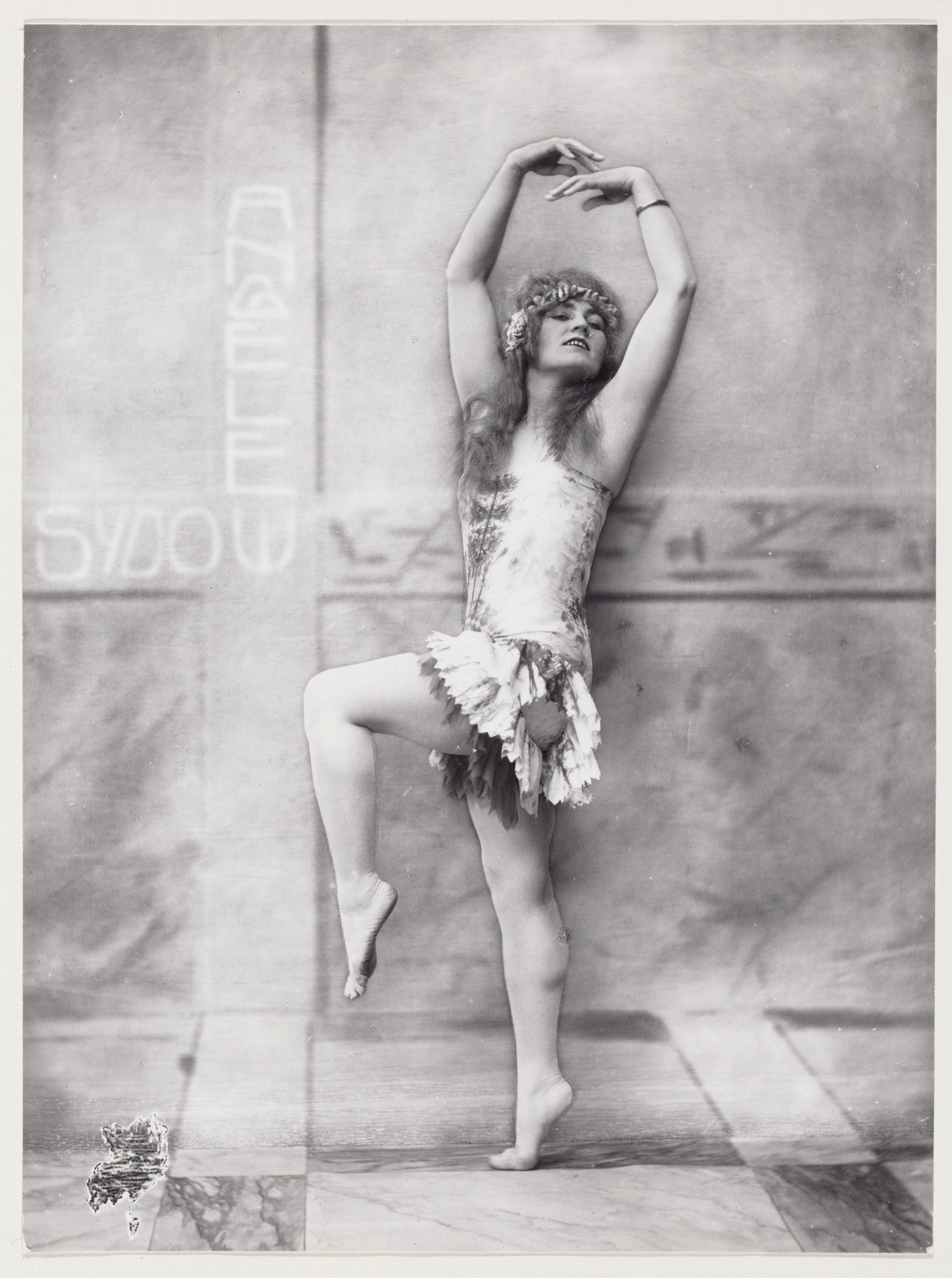
Angèle Sydow na zdjęciu Jacoba Merkelbacha

Urodziła się w rodzinie niemieckiego ziemianina Adalberta Sydowa i Polki Cecylii Graczyk.
Dorastała w silnie katolickim środowisku. Balet postrzegała jako możliwość ucieczki od surowego wychowania. W wieku 18 lat uczyła się tańca w Berlinie. Później wyjechała do Hellerau gdzie pobierała lekcje muzyki i ruchu w szkole Émile’a Jaques’a-Dalcroze’a, twórcy gimnastyki rytmicznej. Rytm i ekspresja muzyczna pozostały podstawą jej tańca.
W 1914 przeprowadziła się do Holandii. Brała lekcje w szkole tańca sióstr Van der Pas w Hadze. Regularnie występowała w Theater Bellevue w Amsterdamie i Kurhausie w Scheveningen. Występy cieszyły się zainteresowaniem publiczności i prasy. Tylko jeden z krytyków uznał jej pokazy za przejaw dekadencji.
Równolegle do pracy artystycznej udzielała lekcji gimnastyki artystycznej w Rotterdamie i Amsterdamie. Wśród jej uczennic były Elsa Dankmeier, Florrie Rodrigo, Fien de la Mar, Darja Collin i Corrie Hartong, które często występowały na scenie ze swoją nauczycielką.
W 1917 została mistrzynią baletu i główną tancerką holenderskiej Opery Narodowej. Na początku 1922 odbyła tournée po Jawie, tańcząc do muzyki Schumanna, Schuberta, Chopina, Brahmsa i Griega. Jej występy zdobyły uznanie za symbiozę elastyczności, techniki tańca i myśli tanecznej. W Holenderskich Indiach Wschodnich nauczała też tańca stworzoną przez siebie metodą Sydow.
W Batawii poznała Willema Alfreda van Cuyka, zastępcę dyrektora banku Nederlandsch-Indische Escompto Maatschappij, którego poślubiła w 1922 roku. Rok później w Amsterdamie urodził się syn Alexander Willem Alfred, a w 1929 roku w Hadze – córka Theresia Angela. Po urodzeniu dzieci nadal nauczała baletu, lecz ograniczyła występy i usunęła się w cień.
W latach 1929–1934 rodzina mieszkała na przemian w Hadze i Batawii. Po stracie męża w lipcu 1935 r. Angèle Sydow osiedliła się na stałe w Hadze. Zmarła tam 18 września 1960 roku w wieku siedemdziesięciu lat.